# Valeriana pycnantha
Valeriana pycnantha är en kaprifolväxtart som beskrevs av Asa Gray. Valeriana pycnantha ingår i släktet vänderötter, och familjen kaprifolväxter. Inga underarter finns listade i Catalogue of Life.